# ماهی‌گیرک تاج‌دار
ماهی‌گیرک تاج‌دار (نام علمی: Synthliboramphus) نام یک سرده از تیره ماهی‌گیرک است.

## گونه‌ها
- ماهی‌گیرک تاج‌دار گوادلوپی،  Synthliboramphus hypoleucus
- ماهی‌گیرک تاج‌دار اسکریپس،  Synthliboramphus scrippsi
- ماهی‌گیرک تاج‌دار کراوری،   Synthliboramphus craveri
- ماهی‌گیرک تاج‌دار کهن،   Synthliboramphus antiquus
- ماهی‌گیرک تاج‌دار ژاپنی،   Synthliboramphus wumizusume